# EuroVelo 9

Mapa de la ruta EuroVelo 9.

EuroVelo 9 (EV9), llamada Ruta del ámbar, es una ruta  de larga distancia  de 1930 km. EuroVelo 9 va desde la ciudad de Gdańsk, Polonia, en el mar Báltico, hasta Pula, Croacia, en el mar Adriático. Se llama la Ruta del Ámbar, ya que históricamente la piedra preciosa ámbar, que se encuentra en la región del Báltico, fue llevada por rutas como esta al Mar Mediterráneo. Esta ruta ciclista norte-sur recorre Europa Central y pasa sucesivamente por seis países: Polonia, República Checa, Austria, Eslovenia, Italia y Croacia.

## Ruta

### En Polonia

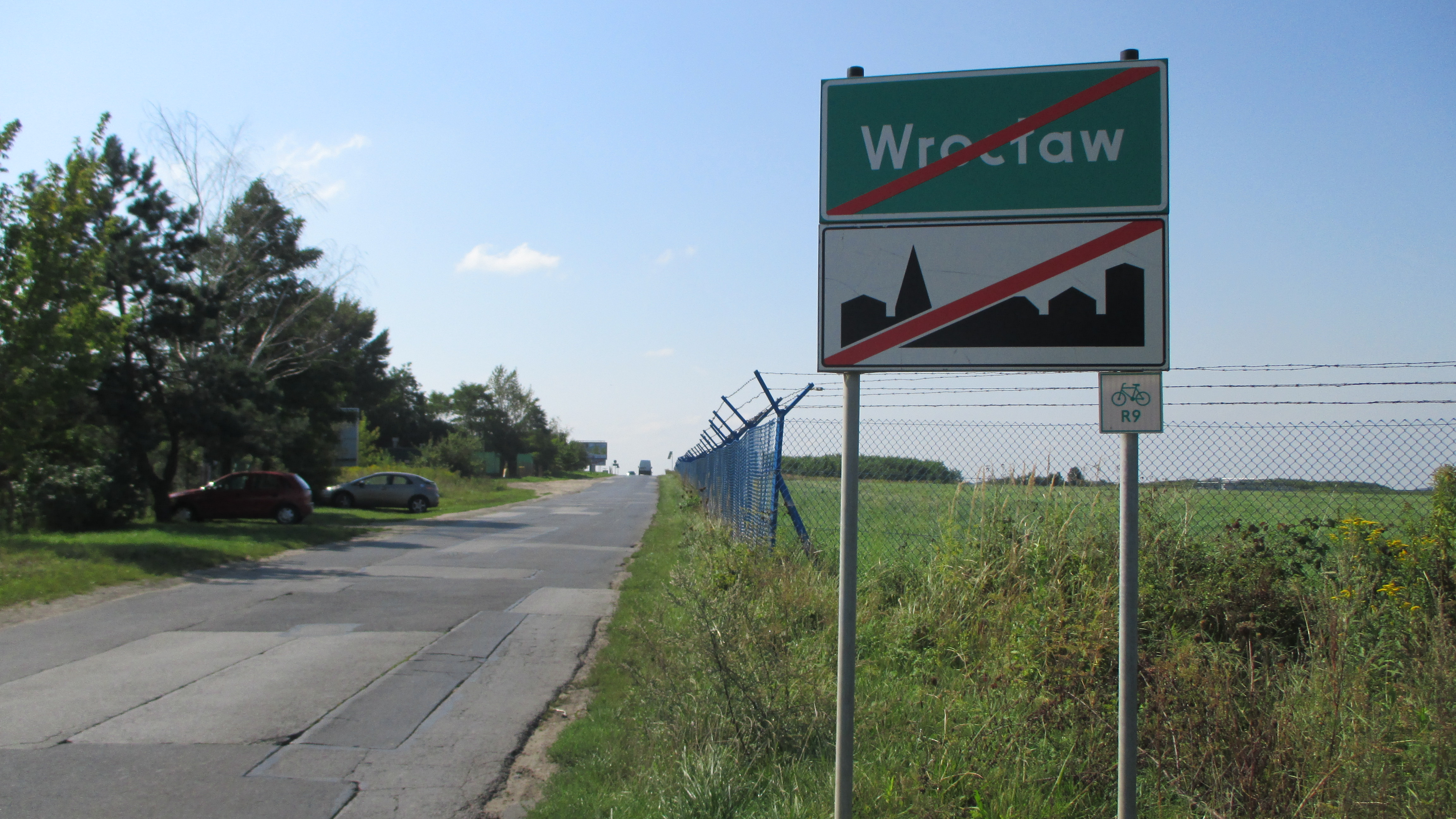
Señal R9 en la frontera suroeste de Wrocław, cerca del aeropuerto de Wrocław-Copernicus

En Polonia, el EV9 (en Polonia, también etiquetado como R9) comienza en la ciudad de Gdańsk y pasa a lo largo del río Vístula hacia el sur a través de las ciudades de Tczew, Grudziadz, Bydgoszcz e Inowrocław. Desde allí se dirige a la ciudad histórica de Poznań pasando por la antigua capital de Polonia: Gniezno . Desde Poznań, EV9 se dirige hacia el sur hasta la ciudad de Wrocław, una importante ciudad histórica en el río Odra y sitio de la UNESCO. Desde allí continúa hasta Głuchołazy en la frontera polaco-checa en la cordillera de los Sudetes .
La sección polaca será uno de los segmentos más planos de todo el EV9. Atraviesa un gran número de sitios naturales e históricos como el Parque Paisajístico del Vístula y el Parque Nacional Wielkopolska .

### En la República Checa
A enero de 2014, el EV9 en la República Checa está completo desde Brno hasta la frontera con Austria. En cuanto al resto de la ruta, hasta que finalice la ruta ciclista, gran parte de la conducción tendrá que ser por carretera.
Desde la frontera polaca, el EV9 viaja primero a través de la región histórica de la Silesia checa al pasar por las colinas de los Sudetes orientales . Luego viaja a través de la región histórica de Moravia, pasa por la ciudad de Litovel en las llanuras aluviales del río Morava hasta Olomouc, una importante ciudad histórica y sitio de la UNESCO. Desde allí, la ruta continúa a través de la zona llana y fértil conocida como Hanakia y luego el Karst de Moravia, un área única llena de cuevas, antes de llegar a la segunda ciudad más grande de la República Checa, Brno .
Desde Brno, la ruta es llana hasta Mikulov y las colinas de Pálava con viñedos circundantes, antes de que la ruta llegue al área del Paisaje Cultural de Lednice-Valtice de la UNESCO. Después de eso, el EV9 pasa por un área de bosque inundable y monumentos históricos de la ciudad de Břeclav .

### En Austria

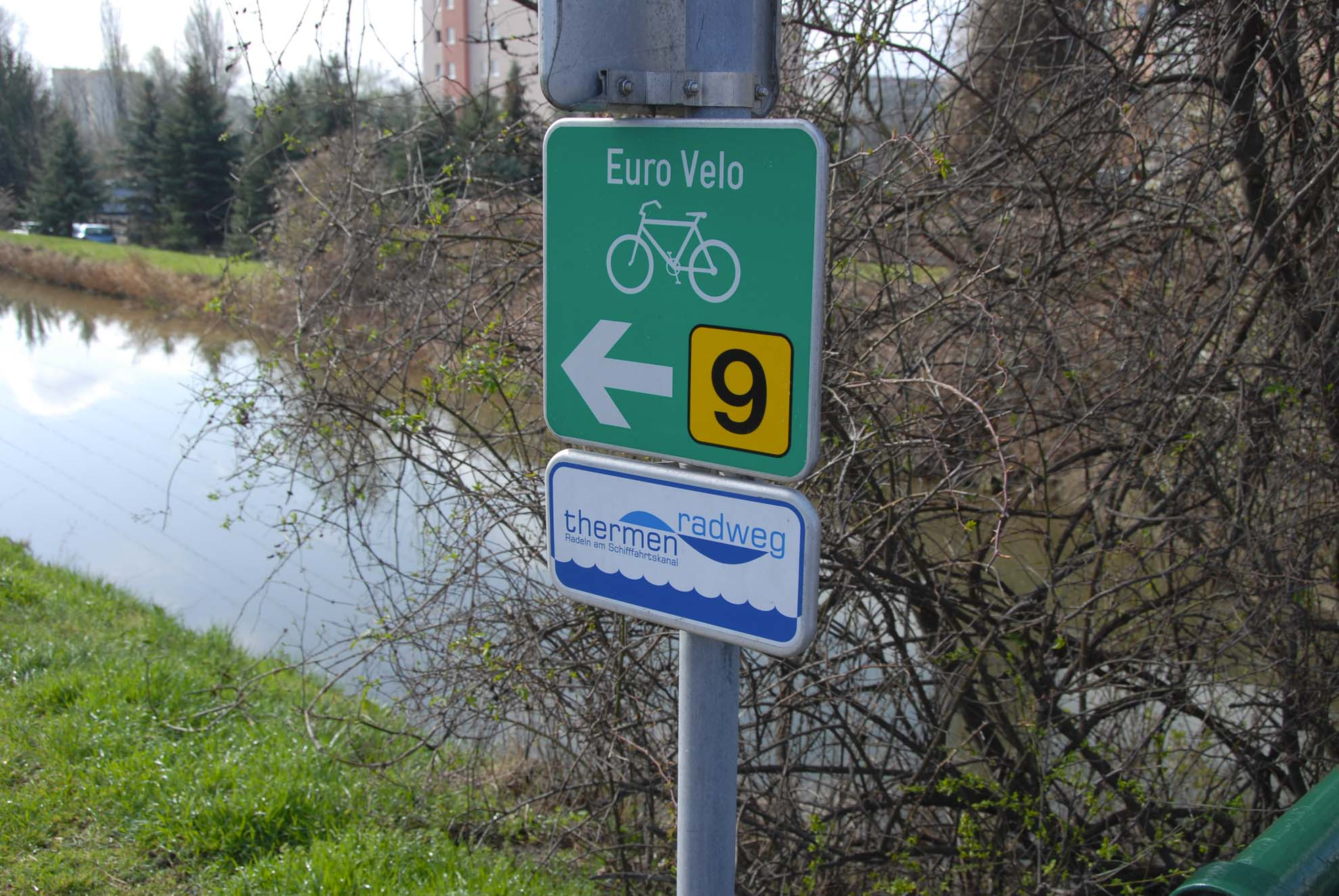
Señalización para EuroVelo 9, Wiener Neustadt, Austria.

Viniendo de la frontera checa, el EV9 pasa por la región vinícola de Weinviertel, pasando por campos de maíz y calabazas antes de llegar a la capital austriaca de Viena . Desde Viena hasta Bad Radkersburg, cerca de la frontera con Eslovenia, el EV9 sigue la ruta exacta de Thermenradweg (Sendero ciclista de spa termal), donde los manantiales de aguas termales dan lugar a ciudades balneario . Después de esto, el EuroVelo 9 recorre una sección del famoso R2 Murradweg (ruta ciclista del río Mur) y en Spielfeld se dirige a la frontera con Eslovenia.

### En Eslovenia
En Eslovenia, el EV9 comienza en la frontera con Austria, pasa brevemente por Italia antes de regresar nuevamente a Eslovenia y termina en la frontera costera con Croacia. La ruta pasa por hermosos paisajes, así como por ciudades históricas como Maribor y la capital, Ljubljana.
A enero de 2014, el EV9 en la República Checa está completo desde Brno hasta la frontera con Austria. En cuanto al resto de la ruta, hasta que finalice la ruta ciclista, gran parte de la conducción tendrá que ser por carretera.
El EV9 solo hace una breve excursión a Italia desde Eslovenia para pasar por la antigua ciudad portuaria de Trieste, antes de volver a cruzar la frontera sur hacia Eslovenia.

### En Croacia
En Croacia, el EuroVelo 9 termina pasando por las colinas y los valles del oeste de Istria, donde ofrece vistas al mar y al campo. El EV9 termina en Pula, una ciudad cuya historia se remonta más allá de la época clásica. En su camino pasa por las ciudades de Umag, Porec, Pula, el canal Lim y la Basílica de Eufrasio, declarada Patrimonio de la Humanidad por la UNESCO. La ruta actualmente no se realiza.

## Galería
| |
| The EV9 (here Austrian cycling route 91) between Mistelbach and Poysdorf in Lower Austria, Austria. |

|                                                                             |
| The EV9 (R9) among the cycling route signs at Lake Malta in Poznań, Poland. |

|                                                             |
| EV9 across the city of Brno, South Moravia, Czech Republic. |

|                                                            |
| The EV 9, here as Thermenradweg, in Lower Austria, Austria |